# Moeselschans

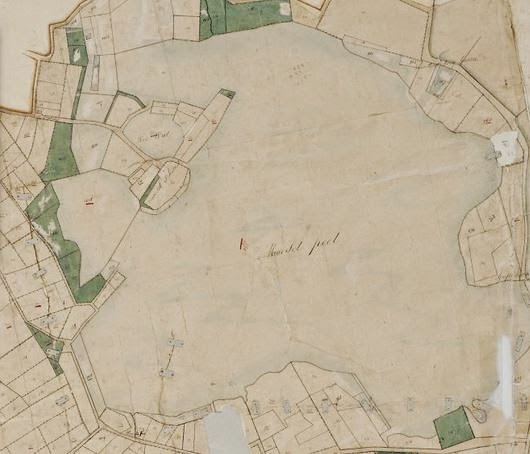
Moeselschans op het kadastraal minuutplan van 1811-1832

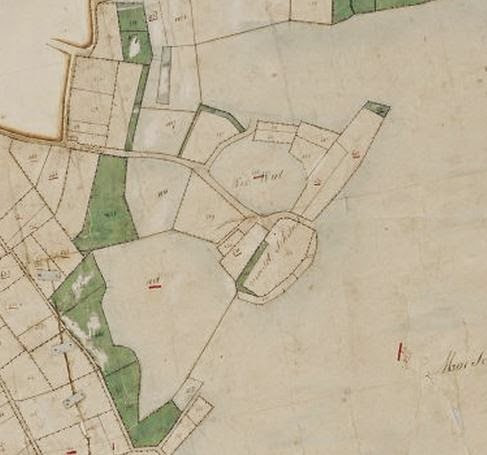
Moeselschans op het kadastraal minuutplan van 1811-1832

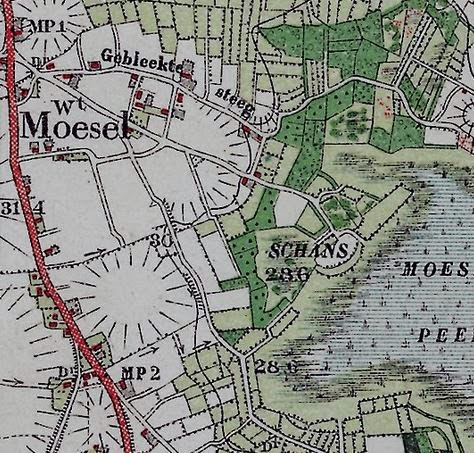
Moeselschans op de militaire kaart van 1901

De Moeselschans was een boerenschans in Moesel in de Nederlandse gemeente Weert. De schans ligt aan het uiteinde van de Moeselpeelweg aan de westrand van de Moeselpeel op ongeveer een kilometer ten zuidoosten van Moesel.
Op ongeveer twee kilometer naar het zuidwesten lag de Keenterschans.

## Geschiedenis
Het jaar waarin de schans precies aangelegd werd is niet bekend (in ieder geval voor 1640), maar werd in de 17e eeuw op gemeentegrond aangelegd door inwoners van Moesel en Keent. De oudste vermelding van de schans dateert uit 1640. Op 31 januari 1640 werd een op de schans gelegen huis overgedragen. Van de schans zijn de schansreglementen bewaard gebeleven: de schans had twee schansmeesters en vier rotmeesters.
De schans diende om lokale bewoners een veilig heenkomen te bieden tijdens de Tachtigjarige Oorlog.
Aan het eind van de 18e eeuw werd de schans hersteld met materiaal van de Keenterschans.
In 1820 werd er op de schans een school gebouwd en de na de Franse tijd verpachte men de gronden, waarbij de opbrengsten tot en met 1846 bijgehouden werden in het schansboek.
In de 21e eeuw is de schans nog enigszins herkenbaar.

## Constructie
De schans lag als een eilandje op een zandbult in het moeras en was via slechts één pad bereikbaar.